# Aleksandr Stoletov

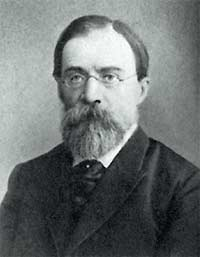
Aleksandr Stoletov

Aleksandr Gregorjevitsj Stoletov (Russisch: Алекса́ндр Григо́рьевич Столе́тов) (Vladimir, 10 augustus [O.S. 29 juli] 1839 – Moskou, 27 mei [O.S. 15 mei] 1896) was een Russisch natuurkundige en pionier op het gebied van de elektriciteit en magnetisme.

## Biografie
Stoletov werd geboren in een familie van arme kooplieden. Zijn vader was de eigenaar van een kruidenierswinkel. Van 1849 tot 1856 bezocht hij het gymnasium in Vladimir. Na zijn diplomering studeerde hij van 1856 tot 1860 aan de faculteit wis- en natuurkunde van de Staatsuniversiteit van Moskou. Na het behalen van zijn mastergraad stelde hij zijn promotie uit. Daarentegen bracht hij vanaf de zomer van 1862 tot december 1866 door in het buitenland, waar hij onder andere de universiteiten van de Duitse steden Berlijn, Heidelberg en Göttingen bezocht.
Aansluitende keerde hij terug naar Moskou waar hij vervolgens als docent werkzaam was aan de Moskouse universiteit. Gedurende deze tijd werkte hij aan zijn proefschrift "Het algemene probleem van elektrostatica" (общая задача электростатики) die hij in mei 1869 met succes verdedigde. Vervolgens ging zijn interesse uit naar de magnetische eigenschappen van (zacht) ijzer, waar hij intensief onderzoek naar deed. Op dit onderzoek habiliteerde hij in het jaar 1872. Daarna was hij werkzaam als hoogleraar aan de Staatsuniversiteit, waar hij zich inspande voor de oprichting van een eigen natuurkundig laboratorium aan de universiteit.
In 1874 bezocht hij de openingsceremonie van het Cavendish natuurkundig laboratorium in Cambridge en vertegenwoordigde hij Rusland in 1881 bij het eerste Internationale Congres van Elektriciens (Congrès international des Électriciens) te Parijs, waar hij zijn werk presenteerde over de relatie tussen de elektrostatica en de elektrodynamica. Desondanks zijn internationale prestaties werd zijn kandidatuur voor het lidmaatschap van de Russische Academie van Wetenschappen door de voorzitter van de academie, grootvorst Constantijn Nikolajevitsj, tegengehouden wegens Stoletovs 'onmogelijke karakter'.
Stoletov, die al vanaf zijn kindertijd kampte met een zwakke gezondheid, overleed in 1896 op 56-jarige leeftijd aan een longontsteking.

## Wetenschappelijke bijdragen

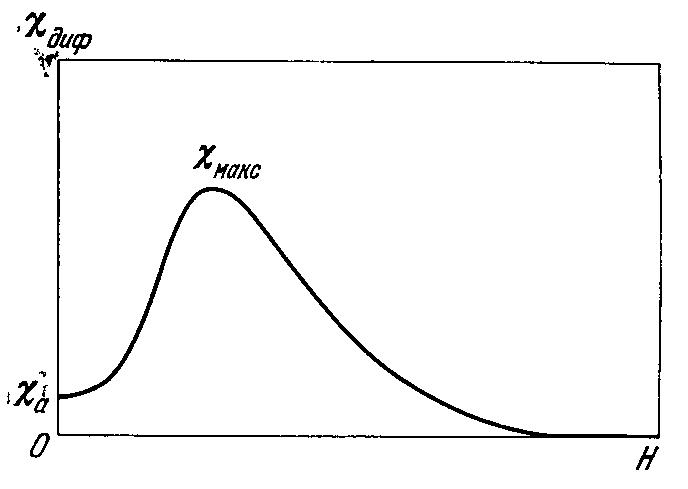
Stolotov-curve

Stoletov was een veelzijdig wetenschapper. Echter zijn belangrijkste bijdragen lagen op het terrein van ferromagnetisme en het uitwendige foto-elektrisch effect.
- Hij was de eerste wetenschapper die wist aan te tonen dat een verhoging van het magnetisch veld de magnetische susceptibiliteit van ijzer eerst toeneemt om daarna af te nemen.
- Beschreef de grafiek van de magnetische permeabiliteit van ferromagnetische materialen, bekend als de Stoletov-curve.
- Ontwikkelde twee nieuwe methode om magnetische eigenschappen van verschillende materialen te meten.

Van februari 1888 tot ongeveer juli 1890 deed Stoletov onderzoek naar het uitwendige foto-elektrisch effect, welke Heinrich Hertz in het voorjaar van 1887 had ontdekt. Hierbij wist hij de lineaire relatie af te leiden tussen de intensiteit van het licht en de bijbehorende geïnduceerde elektrische stroom. (Dit komt doordat één foton precies één elektron in het materiaal vrijmaakt.) Op basis van dit onderzoek bouwde hij de eerste zonnecel, die zich ten opzichte van de seleniumcel onderscheidde door een hogere reponstijd.